# Datronia scutellata
Datronia scutellata är en svampart som först beskrevs av Ludwig David von Schweinitz, och fick sitt nu gällande namn av Gilb. & Ryvarden 1985. Datronia scutellata ingår i släktet Datronia och familjen Polyporaceae.   Inga underarter finns listade i Catalogue of Life.